# Hersony Canelón
Pour les articles homonymes, voir Canelón.
Canelón  Vera est un nom espagnol. Le premier nom de famille, en général paternel, est Canelón ; le second, en général maternel, souvent omis, est Vera.
Hersony Gadiel Canelón Vera (né le 8 décembre 1988), est un coureur cycliste vénézuélien, spécialiste de la piste.

## Repères biographiques

### Les débuts
Il n'a pas encore 18 ans, lorsqu'en 2006, il est sélectionné pour les Jeux sud-américains de Mar del Plata. Il fait mieux que participer puisqu'il décroche deux médailles de bronze dans les disciplines individuelles du keirin et de la vitesse. Associé à César Marcano et à Alexander Cornieles, Il s'adjuge même l'or de la vitesse par équipes.
En mai 2007, lors des championnats panaméricains, qualificatifs pour les Jeux olympiques, Hersony est inscrit dans trois compétitions mais ne peut faire mieux qu'une quatrième place en vitesse par équipes. Aux Jeux panaméricains, trois mois plus tard, il échoue à monter sur le podium dans les disciplines individuelles mais décroche la médaille d'argent en vitesse par équipes. Les sélections américaine et canadienne, médaillées aux championnats panaméricains, étaient cependant absentes.
Hersony Canelón participe à la manche de Cali de la coupe du monde 2008-2009. Il y dispute la vitesse individuelle et réussit à s'extraire des qualifications. Il s'incline en quarts de finale face à Robert Förstemann (qui terminera quatrième de l'épreuve). Il dispute alors la course de classement pour les places de 5 à 8 et se classe finalement sixième. Ce résultat le place au 19e rang de la coupe du monde 2008-2009 de vitesse. Il fait également partie de la sélection nationale qui se classe quatrième lors des qualifications de la vitesse par équipes. En petite finale, le premier relayeur place les Vénézuéliens en tête mais ils échouent, face à l'équipe Cofidis, pour la troisième marche du podium. Cet unique résultat place la formation vénézuélienne au quinzième rang de la coupe du monde 2008-2009 de vitesse par équipes.
En mai 2011, lors des XXIIe championnats panaméricains, Canelón devient le premier vénézuélien, champion panaméricain de vitesse.
En octobre 2011, il fait partie de la sélection nationale de cyclisme sur piste vénézuélienne aux XVIe Jeux panaméricains de Guadalajara. Il remporte deux médailles d'or et une d'argent qui, associées aux succès de Daniela Larreal, permettent au Venezuela de finir en tête au tableau des médailles.

### Coupe du monde 2011-2012
Il termine l'année 2011, en participant à deux manches de coupe du monde. À Astana, les résultats ne sont pas brillants mais sont bien meilleurs à Cali. Il y obtient son premier podium en individuel dans la discipline du keirin. Vainqueur de sa série lors du premier tour tout comme lors du second tour, il termine troisième de la finale derrière Maximilian Levy et François Pervis. Il décroche, également, son premier podium avec ses coéquipiers Ángel Pulgar et César Marcano, en vitesse par équipes, battant l'équipe de France pour le bronze. Troisièmes des qualifications, ils préservent leurs avantages sur les Français dans la petite finale. Même sa place de septième en vitesse individuelle est une nette progression par rapport aux Mondiaux 2011 (30e) et la manche d'Astana (27e). Après s'être extrait des qualifications, avec le sixième temps, il est battu en quarts de finale par Robert Förstemann (qui terminera troisième finalement). Canelón dispute alors la course de classement pour les places de 5 à 8.

En janvier 2012, il est à Pékin pour participer à trois épreuves de cette manche de la coupe du monde de cyclisme sur piste 2011-2012. Comme à Cali, il se qualifie pour la petite finale de la vitesse par équipes, avec les mêmes coéquipiers, mais cette fois ils échouent au pied du podium. Quatrièmes des qualifications, à deux centièmes des Néo-Zélandais, ils se retrouvent face à eux lors de la finale, les deux premiers relayeurs prennent le dessus sur leurs adversaires mais le dernier finit par céder et ils terminent quatrièmes, à moins d'un dixième des Océaniens. En vitesse individuelle, Hersony gagne un rang par rapport à la manche colombienne, puisqu'il termine sixième. Huitième des qualifications, il est éliminé en quarts de finale par Zhang Lei (qui terminera deuxième du tournoi). En keirin, les résultats ne sont pas à la hauteur de Cali.

Ángel Pulgar et Hersony Canelón ne sont pas alignés lors de la quatrième manche de la coupe du monde qui se déroule à Londres. Le directeur technique de la fédération vénézuélienne justifie leur absence par le besoin de réduire leur charge de travail, en vue de leurs deux objectifs principaux, les championnats panaméricains et les mondiaux.
Ainsi, les résultats qu'il a récolté, pendant les trois manches auxquelles il a participé, le placent avec ses coéquipiers au 6e rang de la coupe du monde 2011-2012 de vitesse par équipes. Il termine également 12e de la coupe du monde 2011-2012 de vitesse et 13e de la coupe du monde 2011-2012 de keirin.

### Année 2014
À la suite de la rechute de la maladie de sa mère, il déclare forfait pour les Mondiaux 2014 qui se déroule à Cali, sur une piste qu'il affectionne pourtant, évoquant la difficulté de rallier son chevet depuis la Valle del Cauca.

Néanmoins dix jours après la fin des Mondiaux, il est à Santiago, au départ de la vitesse par équipes des Jeux sud-américains. Bien que deuxième des qualifications, en finale, associé à ses coéquipiers habituels, il dispose des Colombiens, pour s'emparer du titre. Cependant en individuel, il doit se contenter de la médaille d'argent en keirin et en vitesse, subissant, à chaque fois, la loi de Fabián Puerta. Tandis qu'en finale du keirin, ils sont départagés à la photo-finish, en vitesse individuelle, Canelón s'impose dans les deux premières manches de la finale. Mais dans la deuxième, il est déclassé pour sprint irrégulier. Fabián Puerta s'empresse de valider son avantage dans l'ultime manche pour s'adjuger l'or.

Six mois plus tard, il participe aux championnats panaméricains au Mexique, où il remporte deux titres et la médaille de bronze au keirin. Plusieurs fois auteur d'erreurs tactiques lui coûtant la victoire, il justifie, pourtant, ce dernier résultat par la progression du niveau des cyclistes du continent. Il pense pouvoir y remédier en accentuant son travail sur la force, pour obtenir une marge de manœuvre supérieure au moment de négocier les sprints.

## Palmarès sur piste

### Jeux olympiques
- Londres 2012
  - 9e de la vitesse par équipes (avec César Marcano et Ángel Pulgar)[38].
  - 12e de la vitesse individuelle[39].
  - 12e du keirin[40].
- Rio 2016
  - 8e de la vitesse par équipes
  - 24e de la vitesse individuelle
  - 25e du keirin

### Championnats du monde
| Cinq participations. - Apeldoorn 2011 : 13e au classement final (éliminé au repêchage du premier tour). - Melbourne 2012 : 8e au classement final (éliminé en demi-finale). - Londres 2016 : 20e au classement final (éliminé au repêchage du premier tour). - Pruszków 2019 : 13e du keirin (éliminé en quart de finale). - Berlin 2020 : 19e du keirin (éliminé au repêchage du premier tour). | Trois participations. - Apeldoorn 2011 : 30e temps des participants (éliminé au tour qualificatif). - Melbourne 2012 : 15e au classement final (éliminé en 1/16e de finale). - Saint-Quentin-en-Yvelines 2015 : 8e du classement final (éliminé en quart de finale). | Quatre participations. - Apeldoorn 2011 : 14e temps des participants (éliminé au tour qualificatif). - Melbourne 2012 : 8e temps des participants (éliminé au tour qualificatif). - Saint-Quentin-en-Yvelines 2015 : 9e temps des participants (éliminé au tour qualificatif). - Londres 2016 : 10e temps des participants (éliminé au tour qualificatif). |

### Coupe du monde
- 2011-2012
  - 3e du keirin à Cali[11]
  - 3e de la vitesse par équipes à Cali (avec Ángel Pulgar et César Marcano)[14]
- 2013-2014
  - 3e du keirin à Manchester
- 2014-2015
  - 3e de la vitesse à Londres

### Championnats panaméricains
| Dix participations. - 2007 : 5e. - 2010 : Médaillé d'or - 2011 : Médaillé d'argent - 2012 : 5e. - 2013 : 4e. - 2014 : Médaillé de bronze - 2015 : Médaillé d'argent - 2017 : 6e. - 2018 : 13e. - 2019 : 8e. | Huit participations. - 2007 : 5e. - 2010 : 4e. - 2011 : Médaillé d'or - 2012 : Médaillé d'argent - 2013 : Médaillé d'or - 2014 : Médaillé d'or - 2017 : Quart de finaliste. - 2018 : 9e - 2019 : 4e. | Neuf participations. - 2007 : 4e. - 2010 : Médaillé d'argent - 2011 : Médaillé de bronze - 2012 : Médaillé de bronze - 2013 : Médaillé d'or - 2014 : Médaillé d'or - 2015 : Médaillé d'or - 2017 : 5e. - 2018 : 4e. |

### Jeux panaméricains
- Rio de Janeiro 2007
  -  Médaillé d'argent de la vitesse par équipes[70]
  - Sixième du keirin[70]
  - Quarts de finaliste de la vitesse individuelle[71] (Sixième au classement final[72])
- Guadalajara 2011
  -  Médaillé d'or de la vitesse individuelle
  -  Médaillé d'or de la vitesse par équipes
  -  Médaillé d'argent du keirin
- Toronto 2015
  -  Médaillé d'argent de la vitesse par équipes
  -  Médaillé d'argent du keirin
  -  Médaillé de bronze de la vitesse individuelle
- Lima 2019
  -  Médaillé d'argent du keirin
  -  Médaillé de bronze de la vitesse individuelle

### Jeux sud-américains
- Mar del Plata 2006
  -  Médaillé d'or de la vitesse par équipes
  -  Médaillé de bronze de la vitesse individuelle
  -  Médaillé de bronze du keirin
- Santiago 2014
  -  Médaillé d'or de la vitesse par équipes (avec César Marcano et Ángel Pulgar)
  -  Médaillé d'argent de la vitesse individuelle
  -  Médaillé d'argent du keirin
- Cochabamba 2018
  -  Médaillé d'or du keirin
  -  Médaillé d'argent de la vitesse individuelle
  -  Médaillé d'argent de la vitesse par équipes
- Asuncion 2022
  -  Médaillé de bronze de la vitesse par équipes

### Jeux d'Amérique centrale et des Caraïbes
- Mayagüez 2010
  -  Médaillé d'or de la vitesse par équipes (avec Ángel Pulgar et César Marcano)
  -  Médaillé d'argent du keirin
  -  Médaillé d'argent de la vitesse individuelle
- Veracruz 2014
  -  Médaillé d'or de la vitesse par équipes (avec Ángel Pulgar et César Marcano)
  -  Médaillé d'argent du keirin
  -  Médaillé d'argent de la vitesse individuelle
- Barranquilla 2018
  -  Médaillé d'argent du keirin
  -  Médaillé d'argent de la vitesse par équipes

### Jeux bolivariens
- Santa Marta 2017
  -  Médaillé d'argent de la vitesse par équipes.
- Valledupar 2022
  -  Médaillé d'argent de la vitesse par équipes.